# Kermes arizonensis
Kermes arizonensis är en insektsart som beskrevs av King 1903. Kermes arizonensis ingår i släktet Kermes och familjen eksköldlöss. Inga underarter finns listade i Catalogue of Life.